# Ибрахим I
Ибрахим (тур. İbrahim; Истанбул, 5. новембар 1615 — Истанбул, 18. август 1648) је био Султан Османског царства од 1640. до 1648. године. Рођен је у Истанбулу као син Ахмеда I и султаније Косем, која је пореклом била гркиња и чије је право име било Анастасија. Касније је прозван под именом Луди Ибрахим (тур. Deli İbrahim) због његовог менталног стања.

## Детињство и младост
Ибрахим је рођен 5. новембра 1615. године као најмлађи син султана Ахмеда I и његове омиљене супруге султаније Косем.
Његов отац је преминуо када је Ибрахим имао свега непуне две године. Након смрти његовог оца царством је владао његов стриц Мустафа I, који је протерао његову мајку и породицу у стару палату.
Након Мустафиног свргавања са престола, власт је преузео Ибрахимов старији полубрат Осман II, који је наредио погубљење Косеминог најстаријег сина Мехмеда 1621. године. Недуго затим, султан Осман II је убијен од стране јаничара у Једикуле затвору, те се на престо враћа султан Мустафа I, чија је владавина, и овај пут, била краткога века с обзиром на велико незадовољство јаничара услед султанове незаинтересованости да влада. Убрзо је Мустафа поново склоњен са престола, а на престо долази Ибрахимов старији брат, султан Мурат IV, који је тада имао 11 година. За време владавине Мурата IV султанија Косем и њена деца враћају се да живе у Топкапи палати.
Године 1635. Мурат IV наређује погубљење своја два брата, Касима и Бајазита. Ибрахим је овом приликом поштеђен будући да његов брат у њему није видео претњу по своју власт.

## Ране године на власти
Иако га је брат поштедео, Ибрахим је од 1635. године био затворен у кафесу. То је трајало све до 1640. године, односно до смрти султана Мурата IV. Стрес који је Ибрахим доживео у време погубљења своја два брата био је толико велики да је то оставило трајне последице по његово ментално здравље.
Ибрахим је након смрти свога брата био једини мушки престолонаследник из лозе Османлија, будући да ниједно мушко дете Мурата IV није преживело рано детињство. Вест о смрти свога брата Ибрахим је прихватио са великим неповерењем. Када је позван да преузме престо, одбио га је у страху од тога да је у питању замка. Тек када је Кеманкеш Мустафа-паша показао Ибрахиму беживотно тело султана Мурата IV, он је пристао да преузме власт.
Кеманкеш Мустафа-паша је остао велики везир прве четири године Ибрахимове владавине. Зонским споразумом, 15. марта 1642. године обновио је мир са Аустријом, а исте године повратио је Азов од Козака. Његова чврста рука одржавала је снагу и стабилност Османског царства. Кеманкеш Мустафа-паша је стабилизовао валуту реформом кованица. Настојао је стабилизовати економију са новим земљишним поседима. Смањио је број јањичара и обуздао је моћ непослушних покрајинских гувернера.
Током тих година, Ибрахим се показао као веома способан да правилно влада царством. Када је Кеманкеш Мустафа-паша написао меморандум о јавним пословима, султан Ибрахим му је одговорио. На основу султановог одговора јасно се може видети да је он био изузетно образован човек. Ибрахим је често прерушен вршио инспекцију тргова у Цариграду и наређивао је великом везиру да исправља неправилности које би уочавао.

## Почетак кризе и рат са Венецијом (1645—1669)
Последице проживљеног стреса почеле су да се манифестују кроз честе и веома јаке главобоље, као и нападе малаксалости.
Једно време султан је био веома наклоњен новорођенчету једне од његових конкубина. Турхан Хатиџе султанија, била је толико љубоморна да се њена љубомора претворила у бес према самоме Ибрахиму. Када је њен бес изашао на површину искалила га је на Ибрахиму, а он је, разјарен због таквог њеног понашања, узео из њених руку свог сина Мехмеда и бацио га у базен. Мали Мехмед се није удавио јер га је спасио слуга. Тај пад у базен оставио је Мехмеду ожиљак не челу, који га је пратио до краја живота.
Султан је пао под утицај Турхан Хатиџе султаније, која је успевала да смири његове, све чешће, изливе беса. Она се заједно са својим савезницима Силахдар Јусуф-агом и султаназадом Мехмед-пашом успела да осигура погубљење великог везира Кеманкеш Мустафе-паше. Џинџи Хоче је постао кадија у Анадолији, а Јусуф-ага је постао капудан-паша, односно велики адмирал, док је султаназаде Мехмед-паша постао велики везир.
Малтешки гусарски бродови су 1645. године запленили брод који је превозио ходочаснике у Меку. Тај догађај је у потпуности разбеснео султана, који је желео да збрише све католике у Османском царству, али је по наговору својих везира само смањио број католичких свештеника. Такође, сви хришћански амбасадори су стављени у кућни притвор. Будући да су гусари пристали на Криту, капудан Јусуф-паша је охрабрио Ибрахима да нападне острво. Ово је био почетак дугог рата са Венецијом, који је трајао 24 године. Крит је постао подручје османске доминације тек 1669. године, када га је освојио Кара Мустафа-паша.
Упркос паду Ла Серинизиме, венецијски бродови су остварили победе у Егејском мору, заузимајући Теодос (1646. године) и блокирајући Дарданеле. Капудан Јусуф-паша је имао привремени успех освајајући Канеу, започевши љубоморно ривалство са великим везиром које је довело до његовог погубљења у јануару 1646. године и уклањања великог везира у децембру 1645. године.
Такво понашање високих државних званичника урушило је султанов углед, као и кредибилитет његове владе. Касније је дошло и до промене у понашању код самог султана. Он је 8 конкубина начинио хасеки султанијама, те им је давао силна богатства и поседе. Једној од њих је чак дао и палату великог везира.

## Погубљење
Венецијска блокада Дарданела изазвала је кризу унутар престонице, али је изазвала и наметање тешких пореза, који су били неопходни за наставак даљег ратовања. Године 1647. велики везир Салих-паша, султанија Косем и шејхулислам Абдурахим ефендија безуспешно су покушавали да зауставе султана и успоставе ред у царству. Салих-паша је био погубљен, а султанија Косем протерана из харема.
То је изазвало незадовољство у редовима јаничара које је ескалирало наредне године. Осмог августа 1648. године корумпирани велики везир Ахмед-паша је задављен и искидан на комаде од стране незадовољне масе, чиме је добио посмртни надимак "Хазарпаре" ("хиљаду комада"). Истог дана, Ибрахим је ухваћен и заробљен унутар Топкапи палате. Султанија Косем је дала сагласност за одузимање титуле сину рекавши: "На крају нећемо остати ни ви ни ми у животу. Читаво друштво је у рушевинама. Нека се одмах уклони са престола." Ибрахиму је одузета титула султана, а на власт је дошао његов седмогодишњи син Мехмед IV.
Нови велики везир Софу Мехмед-паша издао је петицију шејхулисламу за фетву како би погубио Ибрахима. То је било одобрено, са поруком "Ако постоје два халифа, један од њих мора бити убијен". Ибрахим је задављен 18. августа 1648. године испред своје палате. Тиме је постао трећи султан у историји Османског царства који је убијен.
Постоји прича да је султан Ибрахим наредио да се 280 његових конкубина из харема баци у Босфор. Једина која је преживела била је Турхан Хатиџе султанија. Та прича настала је баш у време побуне против Ибрахима како би се оцрнило његово име и повећао већ велики гнев народа.
Султан Ибрахим је покопан поред свога стрица, султана Мустафе I.

## Лични живот
Султан Ибрахим био је отац тројице будућих султана: Мехмеда IV, Сулејмана II и Ахмеда II.
Ибрахимове најистакнутије конкубине су биле: Турхан Хатиџе (мајка Мехмеда IV), Салиха Дилашуб (мајка Сулејмана II) и Хатиџе Муазез (мајка Ахмеда II).
Живео је сарајским животом, а највећи део свога времена проводио је у харему. Посебно је била евидентна његова љубав према музици и религији.

## Последице погубљења
По доласку на престо Мехмеда IV ситуација у држави била је хаотична. Како би се спречили даљи нереди унутар империје, Косем султанија поставила се као регент малолетног султана. То је јако засметало султановој мајки, Турхан Хатиџе султанији. Између Косем и Турхан Хатиџе султаније је постојало огромно ривалство. Оно је довело до многих унутрашњих подела и сукоба унутар царства. Као победник из тих сукоба изашла је Турхан Хатиџе султанија, која је наредила да се 1651. године Косем султанија погуби. Тако је и било. Године 1651. султанија Косем задављена је свиленим гајтаном од стране џелата. Њена смрт изазвала је још веће нереде унутар царства. Титула великог везира додељивана је невероватних 13 пута наредне године. Највећа последица ових сукоба био је губитак извршне власти султана, која је 1656. године по налогу Турхан Хатиџе султаније, из руку султана Мехмеда IV прешла у руке Копрулу Мехмед-паше.

## Породица

### Супруге
- Султанија Тели Хумашах (1626 — 1686): Ибрахимова венчана жена, која је дошла 1647. године у Харем. Мајка шехзаде Османа.
- Султанија Турхан Хатиџе (1626 — 1683): како је била мајка најстаријег легитимног принца, добила је титулу главне Хасеки-султаније. Пре него што је дарована султану Ибрахиму, подучена је од стране Атике-султаније. Мајка Мехмеда IV, Гевхерхан-султаније, Атике-султаније и Бејхан-султаније.
- Султанија Салиха Дилашуб (1625 — 1689): српског порекла, прва конкубина која је дарована султану Ибрахиму кад је ступио на престо. Била је према записима старија од свих других Ибрахимових жена. Касније добија титулу друге Хасеки-султаније. Мајка Сулејмана II, Хатиџе-султаније,Сафије-султаније и Ајше-султаније.
- Султанија Хатиџе Муазез (1627 — 1687): трећа Хасеки-султанија. Мајка Ахмеда II и Умигулсум-султаније.
- Султанија Ајше: четврта Хасеки-султанија. Мајка шехзаде Мурата.
- Султанија Лејла: пета Хасеки-султанија. Мајка шехзаде Селима.
- Султанија Махиенвер: шеста Хасеки-султанија. Мајка шехзаде Османа.
- Султанија Шивекар (убијена 1647): седма Хасеки-султанија. Мајка шехзаде Бајазита и шехзаде Џихангира.

### Мушка деца
Султан Ибрахим је имао једанаест синова:
- шехзаде Осман (1639; Истанбул — након 1645; мајка — Зарифе-хатун[1]) — није био признат као легитимни син. Када их је султанија Косем протерала у Египат, отети су од гусара и одведени у Малту, где су и Зарифе и њен син прешли у хришћанство.
- Мехмед IV (1642 — 1693 ; мајка — Турхан-султанија)
- Сулејман II (1642 — 1691 ; мајка — Дилашуб-султанија)
- Ахмед II (1643 — 1695 ; мајка — Муазез-султанија)
- шехзаде Мурат (1643 — 1644 ; мајка — Ајше-султанија[2])
- принц Осман (1644 — 1646 ; мајка — Махиенвер-султанија[1])
- принц Селим (1644 — септембар 1669; мајка — Лејла-султанија[1])
- принц Бајазит (1646 — 1647 ; мајка — Шивекар-султанија[2])
- принц Џихангир (1646 — 1648 ; мајка — Шивекар-султанија[2])
- принц Орхан (1648 — 1650 ; мајка — Хумашах-султанија[3])

### Женска деца
Султан Ибрахим је имао осам ћерки:
- Хатиџе-султанија (1640 — 1658; мајка — Дилашуб-султанија[1]) — најстарија Ибрахимова кћи. Удата је 1648. године за Баки-бега.
- Сафије-султанија (1641 — након 1700; мајка — Дилашуб-султанија); Постоје записи о томе да је ова султанија била жива за време владавине све своје браће као и да је преминула за време владавине Мустафе Другог.
- Гевхерхан-султанија (1641[4] — 27. октобар 1694. ; мајка — Турхан-султанија[4])
- Умигулсум-султанија (март 1642 — 1655 [1]; мајка — Муазез-султанија) — удата је 1654. године за  Абаза Хусеин-пашу (погубљен 1656).
- Фатма-султанија (септембар 1642 — мај 1661 ; мајка — преминула конкубина)
- Ајше-султанија (1643 — 1684 ; мајка- Дилашуб-султанија)
- Атике-султанија (1644 — 1674 ; мајка — Турхан-султанија[1])
- Бејхан-султанија (1645 — 5. март 1701. ; мајка — Турхан султанија[4])

## Породично стабло
|  |                              |  |  |  |  |  |  |  |  |  |  |  |  |  |  |  |
|  | 8. Мурат III                 |  |  |  |  |  |  |  |  |  |  |  |  |  |  |  |
|  |                              |  |  |  |  |  |  |  |  |  |  |  |  |  |  |  |
|  |                              |  |  |  |  |  |  |  |  |  |  |  |  |  |  |  |
|  | 4. Мехмед III                |  |  |  |  |  |  |  |  |  |  |  |  |  |  |  |
|  |                              |  |  |  |  |  |  |  |  |  |  |  |  |  |  |  |
|  |                              |  |  |  |  |  |  |  |  |  |  |  |  |  |  |  |
|  | 9. Султанија Сафије          |  |  |  |  |  |  |  |  |  |  |  |  |  |  |  |
|  |                              |  |  |  |  |  |  |  |  |  |  |  |  |  |  |  |
|  |                              |  |  |  |  |  |  |  |  |  |  |  |  |  |  |  |
|  | 2. Ахмед I                   |  |  |  |  |  |  |  |  |  |  |  |  |  |  |  |
|  |                              |  |  |  |  |  |  |  |  |  |  |  |  |  |  |  |
|  |                              |  |  |  |  |  |  |  |  |  |  |  |  |  |  |  |
|  | Султанија Хандан             |  |  |  |  |  |  |  |  |  |  |  |  |  |  |  |
|  |                              |  |  |  |  |  |  |  |  |  |  |  |  |  |  |  |
|  |                              |  |  |  |  |  |  |  |  |  |  |  |  |  |  |  |
|  | 1. Ибрахим                   |  |  |  |  |  |  |  |  |  |  |  |  |  |  |  |
|  |                              |  |  |  |  |  |  |  |  |  |  |  |  |  |  |  |
|  |                              |  |  |  |  |  |  |  |  |  |  |  |  |  |  |  |
|  | 3. Султанија Махпејкер Косем |  |  |  |  |  |  |  |  |  |  |  |  |  |  |  |
|  |                              |  |  |  |  |  |  |  |  |  |  |  |  |  |  |  |
|  |                              |  |  |  |  |  |  |  |  |  |  |  |  |  |  |  |